# Vierfleckiger Baumschwammkäfer
| |                      |
| Abb. 1 Aufsicht | Abb. 2 Seitenansicht |
| |                      |
| Abb. 3 Vorderseite | Abb. 4 Unterseite    |
| |                      |
| Abb. 5 und 6: oben rechts und links: Vordertarsus Weib- chen (♀), unten links Vorderbein Männchen (♂), unten rechts Vordertarsus ♂; Zeichnungen links nach Reitter, rechts Fotos mit kolorierten Kopien |                      |
| |                      |
| Abb. 7: Mundwerkzeuge d Oberlippe, e Oberkiefer f Unterkiefer mit Kiefertaster |                      |
| Abb. 8: Kopf, nach Reitter |                      |
| |                      |
| Abb. 9: Fühler (nicht koloriert) |                      |

Der Vierfleckige Baumschwammkäfer, auch Vierfleckiger Pilzfresser (Mycetophagus quadripustulatus), ist ein  Käfer aus der Familie der Baumschwammkäfer. Die Gattung Mycetophagus umfasst weltweit 35 Arten, von denen zwölf in Europa anzutreffen sind. Die europäischen Arten werden sieben verschiedenen Untergattungen zugerechnet. Der Vierfleckige Baumschwammkäfer gehört in die Untergattung Mycetophagus, die in Europa mit zwei Arten vertreten ist.

## Bemerkungen zum Namen
Die Art wurde  erstmals 1761 von Linnaeus unter dem Namen Chrysomela quadripustulata als 549. Art der Gattung Chrysomela beschrieben. Die Beschreibung beginnt mit den Worten Supra nigra, elytris rufo bimaculatis (lat. Oberseits schwarz, auf der Flügeldecke mit zwei roten Flecken). Auf den beiden Flügeldecken befinden sich also vier Flecken. Dadurch erklärt sich der Artname quadripustulatus  von lat. quádri- (vier in Wortverbindungen) und pustulātus (mit Pusteln versehen) sowie das Epitheton vierfleckig des deutschen Namens.
Bei der Aufspaltung der Großgattung Chrysomela wird die Art mehrmals umgestellt und schließlich von Fabricius nach dem Bau der Mundwerkzeuge zunächst zur Gattung Ips gestellt. Hellwig übernimmt und verfeinert das nach den Mundwerkzeugen gegebene natürliche System von Fabricius und ergänzt es durch weitere Merkmale. Er trennt dabei Mycetophagus von der Gattung Ips ab. Unter anderem führt er an: Die Arten dieser Gattung.... leben von Schwämmen, daher ich auch den Namen von μυκητός (Schwamm) und φάγω (ich esse) abgeleitet habe. So erklären sich die Namen Baumschwammkäfer und Pilzfresser aus dem Gattungsnamen Mycetophagus (altgr. μύκης, μύκητος mýkes, mýketos, Pilz und φαγός phágos, Fresser). Fabricius übernimmt die Aufteilung und den Namen bereits 1792.

## Körperbau des Käfers
Der länglich elliptische Käfer ist flach gewölbt. Halsschild und Flügeldecken sind bis auf die rotgelben Flecken der Flügeldecken schwarz, Unterseite, Kopf und Beine rostrot. Der Käfer wird fünf bis sechs Millimeter lang.
Der orangerote Kopf ist dicht behaart (Abb. 3 und 8). Die Augen sind breiter als lang und vorn ausgerandet. Die elfgliedrigen Fühler (Abb. 9) verdicken sich nach außen, die letzten vier Glieder sind etwas breiter. Das gelbe Endglied ist schlank und etwa so lang wie die beiden vorausgehenden Glieder zusammen. Die basalen fünf Glieder sind rotbraun, das sechste bis zehnte Glied dunkel gefärbt. Die Oberlippe (Abb. 7 2d) bedeckt die Oberkiefer (Abb. 7 2e). Diese enden zweizähnig, sind am Innenrand häutig und besitzen an der Wurzel eine mondförmige glatte Mahlfläche. Die Lippen- und Kiefertaster sind fadenförmig. Die beiden Basalglieder der kleinen dreigliedrigen Lippentaster sind annähernd umgekehrt kegelförmig, das Endglied oval. Das Endglied der großen viergliedrigen Kiefertaster ist abgestutzt.
Der Halsschild ist hinten so breit wie die Flügeldecken, nach vorn verengt er sich halbkreisförmig auf die Breite des Kopfes. Die Hinterwinkel sind spitz, der Seitenrand ist glattrandig, nicht fein gekerbt (Abb. 2). Der Halsschild ist dicht punktiert, braun behaart und an der gerandeten Basis doppelt gebuchtet. Rechts und links vor dem Schildchen sitzt je ein deutliches Basalgrübchen. In seltenen Fällen ist der Halsschild rostrot.
Die Flügeldecken schmiegen sich eng dem Brustschild an. Sie tragen im typischen Fall an der Basis je einen großen, hinter der Mitte je einen querovalen kleinen Fleck. Über den Flecken ist die Behaarung der Flügeldecken rot, sonst schwarz. Es sind Lokalvarietäten beschrieben, Edmund Reitter nennt vier Abweichungen. Die vorderen oder die hinteren oder alle Makel können fehlen, andrerseits auch besonders groß sein und zusammenfließen. 
Von oben betrachtet sind beide Seitenränder der Flügel sichtbar. Jede Flügeldecke trägt elf Punktreihen, die nicht streifig vertieft sind.
Beim Männchen sind die Vordertarsen dreigliedrig (Abb. 5 und 6 unten). Aus diesem Grund beschrieb Geoffroy die Art 1762 ohne Verwendung der binären Nomenklatur als Tritoma, la tritôme (fr., aus altgr. abgeleitet, die Dreigliedrige). Die Vordertarsen des Weibchens (Abb. 5 und 6 oben) sowie die restlichen Tarsen beider Geschlechter sind viergliedrig.

## Bau der Larve

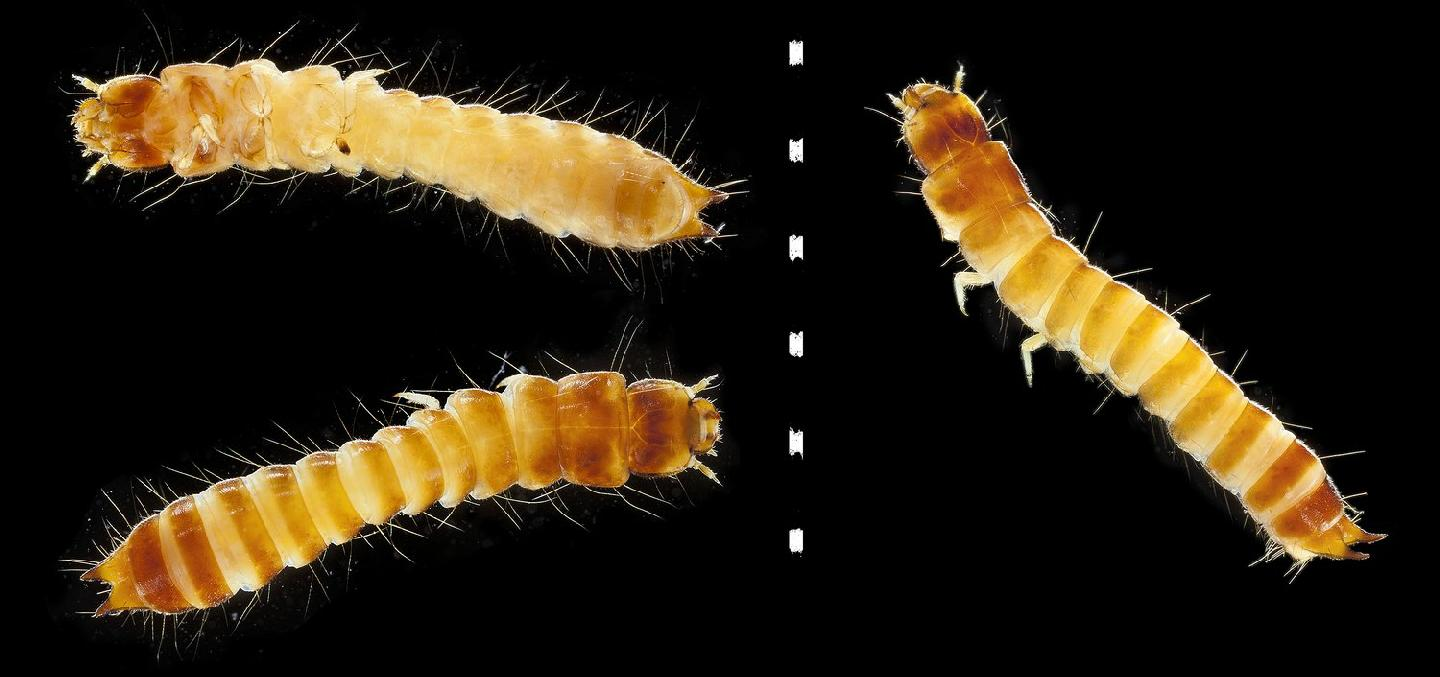
M. quadripustulatus-Larven

Die Larve des letzten Stadium wird etwa acht Millimeter lang. Sie ist annähernd walzenförmig und etwas abgeflacht. Der rotbraune Kopf trägt zwei weit vorgestreckte blasse Fühler. Die Mandibeln sind leicht unsymmetrisch. Der braune Rücken ist mit hornigen glänzenden Platten bedeckt, die seitlich kantig begrenzt sind. Die Platten sind auf der Vorderseite dunkler, auf der Hinterseite aufgehellt, sodass die Larve quergestreift erscheint. Die Unterseite ist weichhäutig und weiß. Der erste Brustabschnitt ist gleich lang wie breit, die folgenden etwa ein Drittel kürzer als breit, nur wenig länger als die Abdominalsegmente. Diese sind etwa halb so lang wie der erste Brustabschnitt und fast gleich breit wie dieser. Sie sind auf der Rückenseite mit längeren, auf der Bauchseite mit schwächeren braunen Borsten besetzt. Der Hinterleib endet in einem Urogomph mit spitzen, nach oben gerichteten Enden. Die sechs relativ langen Beine sind mit spitzen Endhaken versehen. Die Larven bewegen sich lebhaft schnell in den Gängen.

## Biologie
Die Art findet man hauptsächlich an Röhrenpilzen und Porlingen, selten auch an Lamellenpilzen, meist in Wäldern. Sie bevorzugen frische und fast frische Pilze verschiedener Arten, deren Hyphen und Sporen sie fressen. Sie sind auch an verpilzten starken Ästen verschiedener Laubhölzer und an morschen Stämmen liegender Bäume gefunden worden.
Die Art kommt von der Ebene bis in montane Höhenlagen vor, fehlt aber alpin.
Die adulten Tiere fliegen ungern, sind aber flinke Läufer.
Die Larven entwickeln sich in den Fruchtkörpern der Pilze. Sie verlassen diese im Spätsommer, um sich unter Baumrinde, in morschem Holz oder im Boden zu verpuppen.

## Verbreitung
Die Art ist in ganz Europa verbreitet, nur von den meisten Inseln und einigen Kleinstaaten gibt es keine Fundmeldungen. In Skandinavien beschränkt sich das Vorkommen auf die südlichen Gebiete. Das Verbreitungsgebiet erstreckt sich darüber hinaus nach Nordafrika und bis in den Osten Sibiriens.